# Heinrich Rehkemper

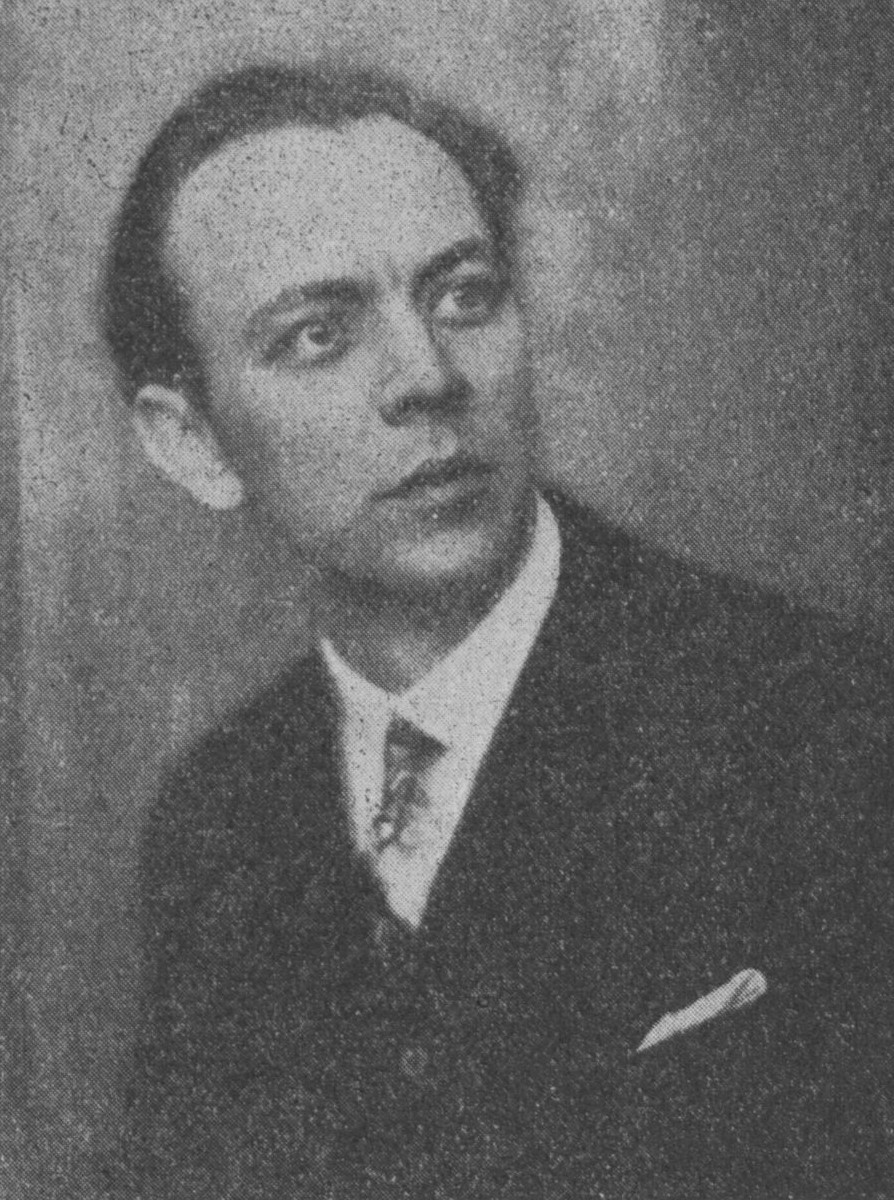
Heinrich Rehkemper, um 1928

Heinrich Rehkemper (* 23. Mai 1894 in Schwerte; † 30. Dezember 1949 in München) war ein deutscher Opernsänger (lyrischer Bariton). 

## Leben
Heinrich Rehkemper Eltern waren Konrad und Eva Maria Rehkemper, geb. Schnitker. Er war zunächst Maschinenbautechniker. Ein Hagener Industrieller förderte ihn, so dass er an Laugs Musikschule in Hagen studieren und dann seine musikalische Ausbildung bei Hans Hoppe in München und Heinrich van Heldern in Düsseldorf fortsetzen konnte. Sein erstes Engagement bekam Rehkemper von 1919 bis 1921 am Landestheater Coburg. Mit wachsender Popularität bekam er zahlreiche Angebote und schloss von 1921 bis 1924 einen Vertrag mit dem Württembergischen Landestheater Stuttgart. Von 1924 bis 1926 baute er bei Konzertreisen sein Liedrepertoire auf. 1926 ging er an die Münchener Staatsoper. Rehkemper gehörte zu den bekanntesten Liedinterpreten seiner Zeit. Den Komponisten Richard Strauss begeisterte er auf einer gemeinsamen Reise nach Skandinavien. Später sang Rehkemper unter Karl Böhm und Hans Knappertsbusch. Ein Höhepunkt seiner Karriere war die Aufführung des romantischen Singspiels „Die lockende Flamme“ 1933 im Berliner Theater des Westens. Dabei stand Eduard Künneke, der Komponist des Stückes, auch am Dirigentenpult – Rehkemper sang den „Hoffmann“. Rehkemper spielte auch den Amfortas im Parsifal und den Wolfram im Tannhäuser. Da er eine „jüdische“ Ehefrau hatte, spielte er mit Sondergenehmigung.
1926 wurde ihm der Titel eines Kammersängers verliehen.
Eine schwere Erkrankung bedeutete des Ende der Bühnenkarriere des großen Baritons. 1940 bis 1945 war Rehkemper als Gesangspädagoge am Salzburger Mozarteum in der Nachwuchsausbildung tätig. Er starb vier Jahre später in München an einem Herzleiden im Alter von 55 Jahren.
Rehkemper war seit 1924 verheiratet mit Franzi Engelhardt. Das Paar hatte einen Sohn, Joachim Paul (* 9. Juli 1925; † 21. April 1944, vermisst auf See).

## Grabstätte
Die Grabstätte von Heinrich Rehkemper befindet sich auf dem Münchner Waldfriedhof  (Grabnr. 41-W-22).

## Namensgeber für Straße
Nach Heinrich Rehkemper wurde 1956 in München im Stadtteil Obermenzing (Stadtbezirk 21 - Pasing-Obermenzing) die Rehkemperstraße benannt.

## Stimmcharakteristik
Rehkempers Bariton-Stimme zeichnete sich durch große Beweglichkeit, eine sehr klare Diktion und eine leicht ansprechende Höhe aus. Als so genannter lyrischer bzw.  „Kavalierbariton“ war er geradezu prädestiniert für die Partien der deutschen Spieloper.

## Tondokumente
Rehkemper mache zwischen 1922 und 1929 eine Reihe von Aufnahmen für die Deutsche Grammophon, u. a wiederveröffentlicht auf dem Label Preiser Records in seiner Reihe Lebendige Vergangenheit (auf 3 LPs bzw. 3 CDs).